# آدام لوندگرن
آدام لوندگرن (سوئدی: Adam Lundgren؛ زادهٔ ۱۵ فوریهٔ ۱۹۸۶) بازیگر اهل سوئد است.
از فیلم‌ها یا برنامه‌های تلویزیونی که وی در آن نقش داشته‌است، می‌توان به چرنوبیل و طوفان اشاره کرد.